# Arborex und der Geheimbund KIM
Arborex und der Geheimbund KIM ist eine Hörspielserie, die ab 1986 bei Karussell in 20 Folgen erschienen ist. Am 16. Februar 1986 stellten der damalige schleswig-holsteinische Ministerpräsident Uwe Barschel und Dieter Thomas Heck die Symbolfigur der Aktion Rette den Wald des bundesweit agierenden Umweltschutzvereins Wahlstedt in Friedrichsruh vor.
Der Erlös der Audiokassetten und der ebenfalls vorgestellten Benefiz-Langspielplatte Tu was – u. a. mit Künstlern wie Milva, Vicky Leandros und Peter Maffay – sollte mithelfen, einen Informations-Dienst Umweltschutz (IDU) für Aufklärungsmaterial über Umweltschutz ins Leben zu rufen.
Das Manuskript stammt von Fritz Hellmann. Sprecher sind unter anderem Dieter Thomas Heck, Christian Stark, Alexandra Doerk und Jens Wawrczeck. Regie führte Hans Joachim Herwald.
Die drei Kinder Karsten, Ingo und Monika bilden den Geheimbund KIM (ein Initialwort aus den Namen der Kinder). Sie sind befreundet mit der sprechenden Eiche Arborex und Tuco, einer ebenfalls sprechenden Wildtaube. Als Besonderheit können nur die drei Kinder und zunächst der Ordensbruder Martin, später auch der Ordensbruder Bruder Stephanus, Arborex und Tuco verstehen. Gemeinsam haben sie sich dem Umweltschutz verschrieben, den sie getreu ihrem Motto „Tu was!“ praktizieren. Es werden aber auch andere Abenteuer erzählt, beispielsweise eine Schatzsuche oder die Jagd nach flüchtigen Bankräubern.
Arborex, der nach Schätzung des befreundeten Ordensbruders Martin mehr als 1500 Jahre alt sein soll – in Folge 7 wird laut einem Computerprogramm ein ähnliches Alter angegeben –, erzählt dabei Geschichten aus seiner Vergangenheit und trägt somit oftmals zur Lösung eines Problems bei.

## Folgenindex
1. Unser Freund der Baum
2. Die Sache mit dem Tümpel
3. Das Geheimversteck
4. Verräterische Spuren
5. Das Bordfest auf der Britta
6. Skandal im Mühlbachtal
7. Ein toller Streich
8. Spuk im Rittersaal
9. Qualm in der Ruine
10. Tatort Kleingarten
11. Die Mutprobe
12. Nesträuber im schwarzen Ried
13. Das Geheimnis im Schloßteich
14. Giftalarm auf dem Schulhof
15. Gefährliche Renovierung
16. Die Autodiebe
17. Magische Kräfte
18. Aktion: Grüner Hinterhof
19. Der Ausbrecher
20. Der Schatz im Klosterbrunnen